# Auguste Marie Martin
Pour les articles homonymes, voir Marie Martin (homonymie).
 (mai 2016).
Si vous disposez d'ouvrages ou d'articles de référence ou si vous connaissez des sites web de qualité traitant du thème abordé ici, merci de compléter l'article en donnant les références utiles à sa vérifiabilité et en les liant à la section « Notes et références ».
Auguste Marie Martin (1803-1875) est un prélat catholique français. Il est le premier évêque de Natchitoches en Louisiane aux États-Unis de 1853 à 1875.

## Biographie
Né à Saint-Malo le 12 pluviôse an II (1er février 1803), il est le fils de Pierre Martin, médecin, et de Marie-Françoise Goulier. Il fit ses études au collège royal de Rennes ; séminariste, il fut choisi comme secrétaire de Jean-Marie de Lamennais, vicaire général de la Grand Aumônerie de France. À Paris, il rencontra Félicité de Lamennais qui enseignait la philosophie au Couvent des Feuillantines et devint son disciple. En 1824, il rencontra Simon Bruté de Rémur, alors en partance pour l'Amérique où il allait fonder le diocèse de Vincennes dans l'Indiana (devenu état américain quelques années plus tôt). Séduit par la mission, il tenta sans succès de convaincre les frères Lamennais de partir avec lui. Il sera successivement recteur de Bléruais, puis de Vern de juin 1832 au 30 juillet 1836. Il sera l'instigateur des travaux de reconstruction de l'église qui se poursuivront après son départ. Nommé aumônier au collège royal de Rennes, il y restera jusqu'en 1839. C'est là que Mgr de La Hailandière le remarqua et l'engagea à le suivre dans l'Indiana.
Après un bref séjour à Vincennes, il fut chargé de Logansport dans le centre de l'Indiana avant d'y revenir prendre en charge le diocèse. En mars 1846, il partit pour la Louisiane chez les Chactas à Bâton-Rouge. En 1849, son nom circula parmi les épiscopales et, nommé le 30 novembre 1853, il devint le 1er évêque de Natchitoches. 
Mgr Martin mourut dans cette localité le 29 septembre 1875 en terminant une cérémonie d'ordination à l'occasion de ses noces d'or sacerdotales.
Il laissa une collection de lettres inédites sur l'histoire de son diocèse, sa lutte contre la pauvreté et ses nombreux voyages en France. Ses lettres de la Propagation de la Foi ont été insérées dans les annales du second Conseil de Baltimore. Mgr Martin a laissé un diocèse bien organisé avec vingt prêtres et fondé plusieurs couvents. 
Son successeur Mgr François-Xavier Leray, originaire de Châteaugiron, dut résister à de nombreuses épidémies de fièvre jaune. Il est également le fondateur des Sœurs de la Miséricordes pour le diocèse de Natchez. Il ne resta que deux ans à Natchitoches avant de devenir coadjuteur de l'archevêque de La Nouvelle-Orléans où il décéda en 1887.